# Ассамблейный зал Монплезира
Ассамблейный зал Монплезира — памятник архитектуры. Расположен в Петергофе, в восточной части Нижнего парка, у Монплезира. Примыкает с юга к Банному корпусу и входит в состав соответствующего музея.
Кроме собственно Ассамблейного зала, его частями считаются тафельдекерская и кухня с кофишенской (комнатой для приготовления кофе, чая и шоколада). Всего это три каменных одноэтажных здания, монолитно связанных и выступающих уступами одно за другим.
Строительство зданий, изначально предназначавшихся для кухни и обслуги началось в 1726 году по чертежу М. Г. Земцова, оно длилось около шести лет. Изначально строительством занимался Т. Усов, в дальнейшем — П. Еропкин и И. Мордвинов, в 1732 году постройку заканчивал Земцов.

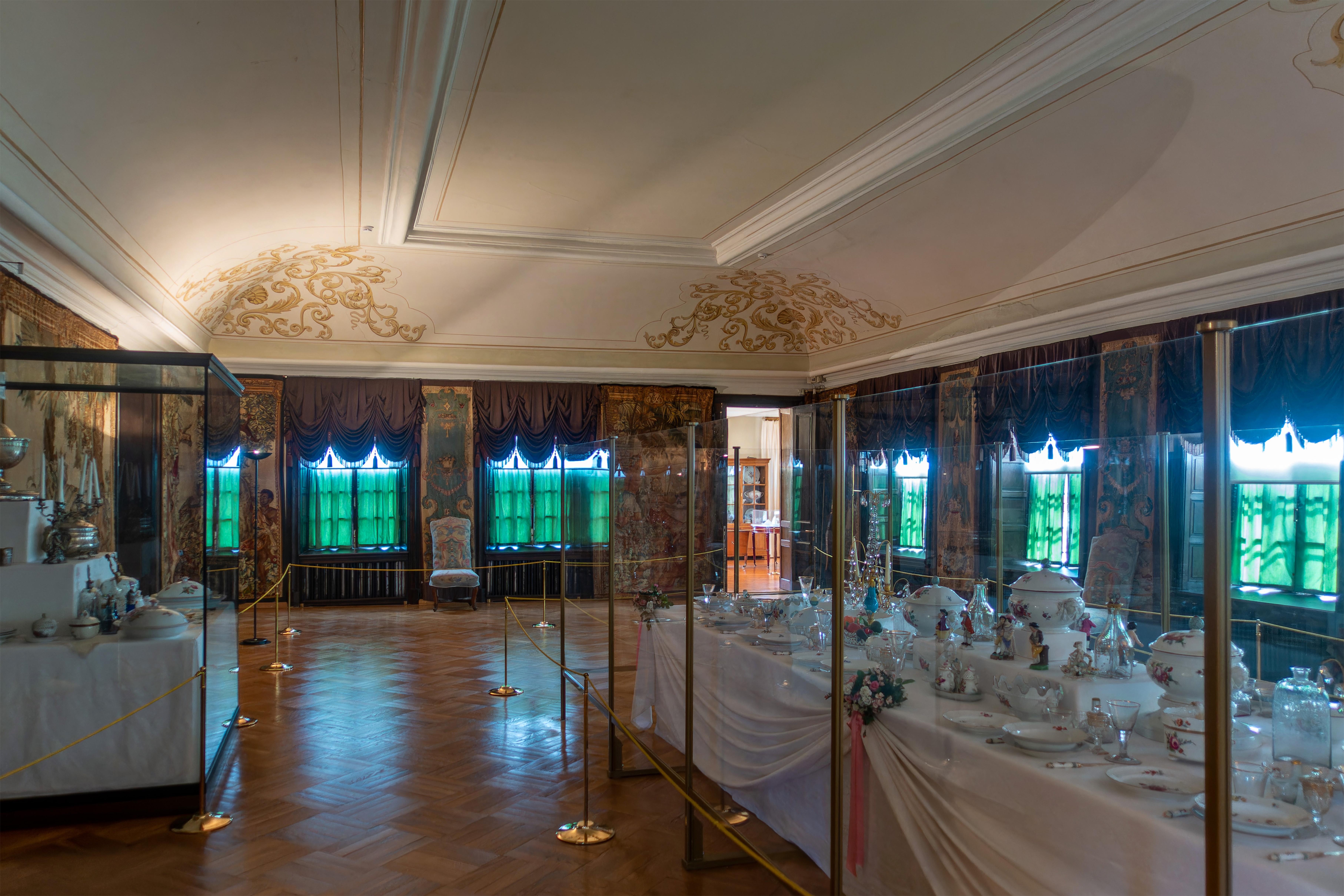
Интерьеры Ассамблейного зала

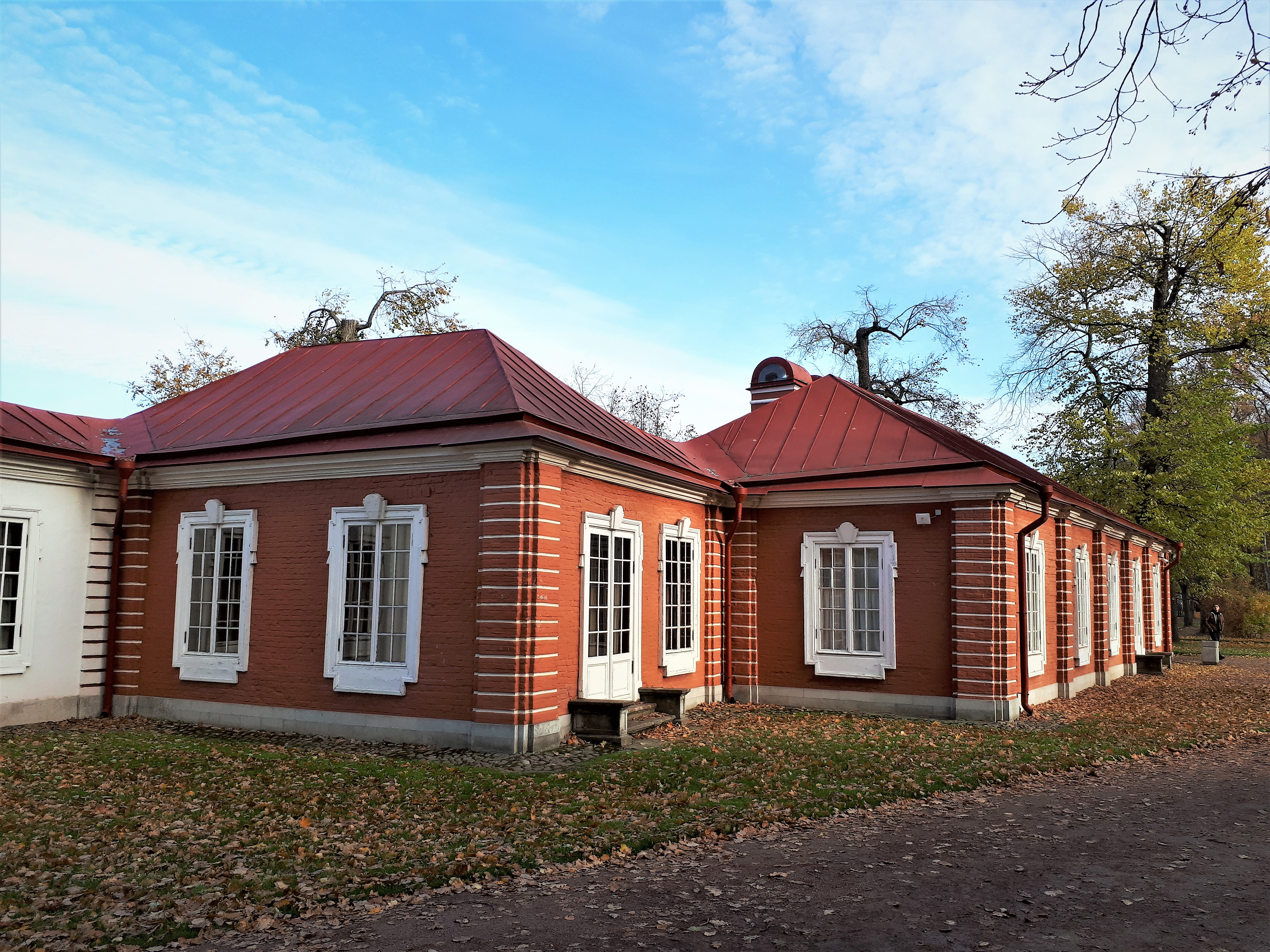
Тафельдекерская и кухня с кофишенской

Кухня использовалась в качестве таковой 15 лет, в конце 1747 года Б. Ф. Растрелли разработал проект переделки покоев в Парадный (Арапский) зал. Плиты и печи убрали, увеличили число окон, сделали новый вход со стороны сада; отделка была завершена в июне 1748 года. На стены повесили 17 шпалер в золочёных резных рамах с изображениями жителей южных стран; на шпалерах в простенках были итальянские комедианты, цветочные узоры и гирлянды. Шпалеры были созданы в Петербурге в первой половине XVIII века по мотивам «индийских гобеленов», которые Пётр I получил в подарок во время визита во Францию.
Новую кухню Растрелли устроил в деревянном здании на побережье у канала, отводившего воду от фонтана «Пирамида», но столь отдалённое здание было неудобно использовать, поэтому примыкающие к Ассамблейному залу покои было решено переделать в кухню. Первое здание стало предназначаться для хранения посуды и столового белья (отсюда название «тафельдекерская»), второе стало кухней с очагом на три тяги и железным навесом, между ними было пробито окошко для подачи блюд.
Интерьер Растрелли был переделан в 1876 году Э. Ганом. Был настлан паркет из дуба, переложены две стены, увеличены размеры окон и дверей; потолок вновь оштукатурили, а роспись на углах падуг обновили.
Послевоенная реставрация зала прошла в 1956—1957 годах по проекту И. И. Варакина.